# Максим Баћовић
Максим Баћовић (Кленак, 1850 — Бањани, 8. јануар (по јулијанском калнедару) 1876) био је црногорско-херцеговачки војвода, син Јована Баћовића. Рођен је у Кленку у Херцеговини (у дијелу данас познатом као Стара Херцеговина на територији Црне Горе).

## Школовање
Почео је да се школује у манастиру Косијерево, тадашњем не само духовном, већ и културном и политичком центру. Основну школу је завршио на Цетињу о трошку државе Црне Горе, а на препоруку књаза Николе и војводе Петра Вукотића чији је био миљеник. По казивању Лазара Ћуковића, Максим је при школовању у Рисну, боравио код њега.

## Војна каријера
Био је писар и сарадник његовог стрица, бањског војводе Сима Баћовића. Именован је за војводу у Бањанима 1872. по налогу књаза Николе и постао један од најмлађих црногорско-херцеговачких војвода.
Покренуо је, 1873. заједно са Стеваном Зимоњићем, Херцеговце на устанак. Био је посредник између књаза Николе и херцеговачких првака. Преговарао је са турским пашама у Мостару и Сарајеву и одиграо је значајну улогу код кајмакама у Билећи.
Током Невесињске пушке Максим се показао као изузетно храбар. Учествовао је у многим биткама као што су: на Моску код Требиња, Главском долу, Поповом пољу, Муратовици у Пиви. Био је предводник Бањана и Рудина током устаничких акција у Бијељанима, Корићком граду, Гацку, Звијерини. Као члан Главног штаба добио је задатак да спријечи надирање турских снага на путу од Требиња ка Дубровнику. Током устанка сарађивао је са војводом Пеком Павловићем. Био је заговорник уједињења Црне Горе и Херцеговине.
Погинуо је у бици између Радован ждријела и Глуве смокве, о чему су писали и бројни европски листови тог доба. Погребна колона ишла је од Дубровника, преко Конавала, Суторине, Херцег Новог и Рисна до Грахова гдје је и сахрањен. Његови посмртни остаци и споменик пренијети су 1970. у родно мјесто.
O његовој погибији постоји много недоумица. Наиме, не зна се тачно од кога је погинуо. Једна верзија је да је погинуо од Турака, а друга је да је погинуо по наређењу Петра Вукотића у садејству са Пеком Павловићем, јер није прихватио да двор књаза Николе контролише херцеговачки устанак.
Опјеван је у многим пјесмама, а Ђура Јакшић му је посветио слику на којој је приказана његова смрт. Одликован је најзначајнијим црногорским одликовањима.

## Глас Црногорца о војводи Максиму
Глас Црногорца је почетком 1876. године објавио чланке о погибији и сахрани војводе Максима. Наводи се податак да га је погодио метак у чело. Храбри другови су му изнијели тијело из боја и пренијели у Дубровник, гдје му је тијело опојано и у сриједу 14/26. јануара је сахрањен у Бањанима. Родољубиви Дубровчани су му указали највеће почасти. На спроводу су биле хиљаде људи. Тијело је пренесено до Суторине и Топле, гдје је било опело и пуцање из прангија. Затим је тијело морем одвезено у Рисан. По том извјештају, Максим је погинуо са 26 година. Описан је као лијепа мушка слика, висок, крупан, широких и развијених прса. Својим рукама је сјекао Турке. Отац Јован му је погинуо у рату 1862. године и Максим постаје војвода са 11 година. Покојниково тијело у Дубровнику је лежало у цркви Светог Михајла. За покојником је ишао непрегледан број људи, без разлике сталежа и вјере. Извјештачу из Котора је посебно пало у очи, велико и необично саучествовање Дубровчанки. То дјело Дубровчана је доказало свијету да једна мисао влада цијелим нашим народом.

## Лазар Ћуковић о војводи Максиму
Лазар Томановић је путујући с Лазаром Ћуковићем у манастир Косијерево 1885. године, у Граховском пољу видио двије старе цркве, Св. Ђурђа и другу за коју није сигуран да ли је посвећена Св. Николи, на великом гробљу. Поред цркве је видио лијепу високу гробницу војводе Јакова Даковића и до ње сличну војводе Јована и војводе Максима, оца и сина Баћевића. Када је чуо да је ту гроб Максимов, зауставио је коња и очи су му се напуниле сузама. Жалио је што је на том гробљу млади војвода Максим у цвијету младости морао да труне под земљом. Мислено му се обратио мртвоме, рекавши у себи, гдје је сада да види Црну Гору проширену и поштовану у свијету, да види господара у Никшићу и Подгорици, да види море црногорско. Погинуо је на Радован-ждријелу. Пошто је њихов сапутник Дука био свједок боја у којем је Максим погинуо, испичао им је о томе догађају. Зрно га је погодило у срце, а у том тренутку га је војвода Пеко питао: Погину ли, Максиме? А он се насмија и у тај час мртав паде. Лазар Ћуковић је додао неколико ријечи о његовој сахрани, у којој је био један од присутних. Указана му је велика част на спроводу. Након Дубровника и Херцег Новог, морем је превезен у Рисан, гдје га је 12 српских православних свештеника дочекало и опојало. Одатле су га лијепом пратњом довезли до Грахова, гдје су га сахранили. По Томановићу, Максим је био најљепша и највиша жртва у цијелом посљедњем устанку и рату за ослобођење Херцеговине. Мита Поповић је покушао да опјева војводу Максима у Светлим данима, али Томановић је мишљења да би љепше било да те пјесме нема. Поповић је олако хтио да опјева таквог јунака, што му се, по Томановићу не може опростити. Лазар Ћатовић је још испричао Томановићу да је гледао како слијепи ђед нејаког Максима рукама свега пипље, па находећи га расна и снажна радосно је клицао: Ево ми Јована!, јер је и Јован млад погинуо као јунак. Максим је при школовању у Рисну, живио код Лазара Ћуковића, који је касније ишао и на Чево да испроси за њега дјевојку из славне породице Вукотића. Био му је кум у сватовима, и два Максимова мушка дјетета је држао на крштењу. 

## Галерија: Максим Јованов Баћовић
- Опис фотографије:
Максим Ј. Баћовић (1848—1876), војвода бањански (из Књажевине Црне Горе: 1852—1910) и књаз Петар A. Карађорђевић (1844—1921).
- Фотографија Максима Баћовића
- Maksim Baćević